# Condado de Brantley
El condado de Brantley (en inglés: Brantley County) es un condado en el estado estadounidense de Georgia. En el censo de 2000 el condado tenía una población de 14 629 habitantes. Es parte del área metropolitana de Brunswick. La sede de condado es Nahunta. El condado fue formado el 2 de noviembre de 1920 a partir de porciones de los condados de Charlton, Pierce y Wayne.

## Geografía
Según la Oficina del Censo, el condado tiene un área total de 1159 km² (447 sq mi), de la cual 1151 km² (444 sq mi) es tierra y 8 km² (3 sq mi) (0,67%) es agua. El río Satilla pasa por el condado.

### Condados adyacentes
- Condado de Wayne (noreste)
- Condado de Glynn (este)
- Condado de Camden (sureste)
- Condado de Charlton (suroeste)
- Condado de Ware (oeste)
- Condado de Pierce (noroeste)

## Autopistas importantes
- U.S. Route 82
- U.S. Route 301
- Ruta Estatal de Georgia 15
- Ruta Estatal de Georgia 23
- Ruta Estatal de Georgia 32
- Ruta Estatal de Georgia 110
- Ruta Estatal de Georgia 121
- Ruta Estatal de Georgia 520

## Demografía
En el  censo de 2000, hubo 14 629 personas, 5436 hogares y 4153 familias residiendo en el condado. La densidad poblacional era de 33 personas por milla cuadrada (13/km²). En el 2000 había 6490 unidades unifamiliares en una densidad de 15 por milla cuadrada (6/km²). La demografía del condado era de 94,36% blancos, 3,98% afroamericanos, 0,14% amerindios, 0,09% asiáticos, 0,01% isleños del Pacífico, 0,35% de otras razas y 1,08% de dos o más razas. 1,04% de la población era de origen hispano o latino de cualquier raza. 
La renta promedio para un hogar del condado era de $30 361 y el ingreso promedio para una familia era de $35 534. En 2000 los hombres tenían un ingreso per cápita de $29 269 versus $20 709 para las mujeres. La renta per cápita para el condado era de $13 713 y el 15,60% de la población estaba bajo el umbral de pobreza nacional.

## Ciudades y pueblos
- Hoboken
- Hortense
- Nahunta
- Waynesville